# Працо Инфериоре (Кунео)
Працо Инфериоре је насеље у Италији у округу Кунео, региону Пијемонт.
Према процени из 2011. у насељу је живело 22 становника. Насеље се налази на надморској висини од 1006 м.